# هسلينغفيلد (كامبريدجشير)
هسلينغفيلد (بالإنجليزية: Haslingfield)‏ هي قرية و أبرشية مدنية تقع في المملكة المتحدة في إنجلترا.